# Марьин, Александр Иванович
Александр Иванович Марьин (1897—1939) — партийный деятель, редактор.

## Биография
Родился 10 июля 1897 года в г. Пензе. Социальное происхождение — из буржуазии.
Окончил 2-ю Пензенскую мужскую гимназию (1907-16 гг.), учился в Московском коммерческом институте (1916-18 гг.) и на Курсах марксизма-ленинизма при ЦИК СССР в Москве (1929-31 гг.), не закончил.
Состоял в партии большевиков с 1917 года.
Работал в советских органах. Редактировал газету «Известия рабочих, крестьянских и военных депутатов» (в настоящее время — газета «Пензенская правда»), а также «Голос правды» и «Молот».
В 1921 году уехал из Пензы на Урал, где работал в губкоме РКП(б), редактировал газеты «Красный Урал», «Степная правда».
В 1922 году переехал в Москву на партийную работу.
В 1924—1925 годы Александр Марьин — помощник Л. М. Кагановича, а в 1925—1929 годы — помощник И. В. Сталина.
В 1930-е годы был ответственным секретарём редакционной коллегии центральной газеты «Известия», работал в различных отделах ЦК партии.
В 1937 году арестован и осуждён по обвинению в участии в контрреволюционной организации. Расстрелян 8 мая 1939 года.
Реабилитирован в 1956 году. Похоронен на Донском кладбище г. Москвы.

## Семья[3]
Жена — П.П.Белова, помощник зав. отделом ЦК ВКП(б), директор фабрики "Красная крутильщица".
Пасынок — А.А.Белов.